# Bảo vật quốc gia (Việt Nam)

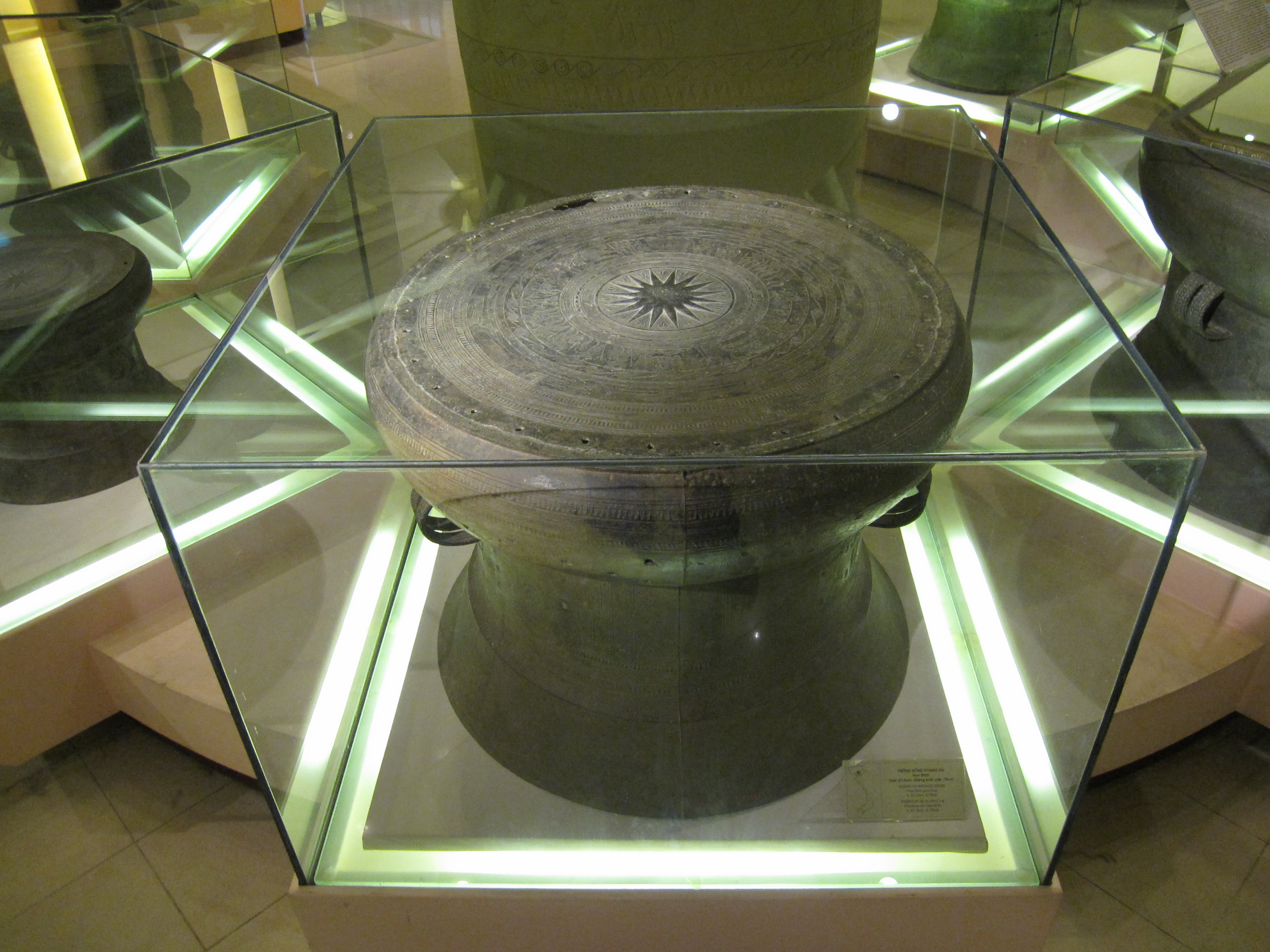
Trống đồng Hoàng Hạ thuộc nền Văn hóa Đông Sơn, bảo vật quốc gia số 2 - đợt 1

Bảo vật quốc gia là những hiện vật có giá trị đặc biệt về văn hóa, lịch sử được Nhà nước Việt Nam bảo vệ và bảo quản theo chế độ riêng biệt. Việc công nhận danh hiệu Bảo vật quốc gia phải do chính Thủ tướng Chính phủ quyết định sau khi có ý kiến thẩm định của Hội đồng Di sản văn hóa quốc gia.

## Quy định

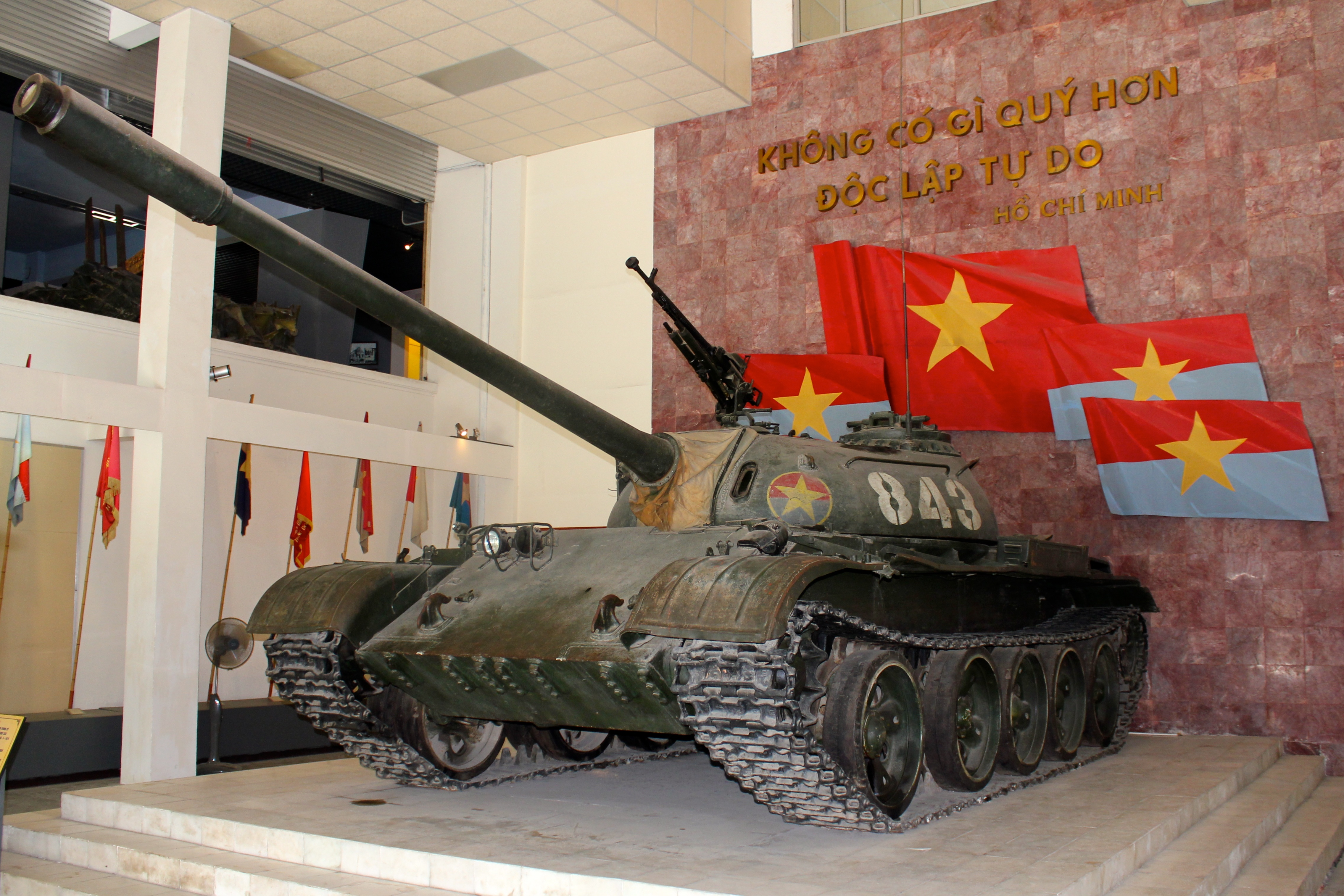
Xe tăng T-54B số hiệu 843 tại Bảo tàng Lịch sử quân sự Việt Nam, bảo vật quốc gia số 29 - đợt 1

Điều 21 Luật sửa đổi, bổ sung một số điều của Luật di sản văn hóa (2009) định nghĩa Bảo vật quốc gia phải có các tiêu chí sau đây:
1. Là hiện vật gốc độc bản;
2. Là hiện vật có hình thức độc đáo;
3. Là hiện vật có giá trị đặc biệt liên quan đến một sự kiện trọng đại của đất nước hoặc liên quan đến sự nghiệp của anh hùng dân tộc, danh nhân tiêu biểu; hoặc là tác phẩm nghệ thuật nổi tiếng về giá trị tư tưởng, nhân văn, giá trị thẩm mỹ tiêu biểu cho một khuynh hướng, một phong cách, một thời đại; hoặc là sản phẩm được phát minh, sáng chế tiêu biểu, có giá trị thực tiễn cao, có tác dụng thúc đẩy xã hội phát triển ở một giai đoạn lịch sử nhất định; hoặc là mẫu vật tự nhiên chứng minh cho các giai đoạn hình thành và phát triển của lịch sử trái đất, lịch sử tự nhiên.

Việc đưa di vật, cổ vật, bảo vật quốc gia ra nước ngoài để trưng bày, triển lãm, nghiên cứu hoặc bảo quản phải bảo đảm:
1. Có sự bảo hiểm từ phía tiếp nhận bảo vật quốc gia;
2. Có quyết định của Thủ tướng Chính phủ cho phép đưa bảo vật quốc gia ra nước ngoài.

## Các đợt công nhận
Tính đến đầu năm 2025, có 13 đợt công nhận, với 327 hiện vật và nhóm hiện vật đã được công nhận là bảo vật quốc gia theo quyết định của Thủ tướng Chính phủ.
| - Đợt 1 (ký ngày 01/10/2012) 30 bảo vật - Đợt 2 (ký ngày 30/12/2013) 37 bảo vật - Đợt 3 (ký ngày 14/01/2015) 12 bảo vật - Đợt 4 (ký ngày 23/12/2015) 25 bảo vật - Đợt 5 (ký ngày 22/12/2016) 14 bảo vật - Đợt 6 (ký ngày 25/12/2017) 24 bảo vật | - Đợt 7 (ký ngày 24/12/2018) 22 bảo vật - Đợt 8 (ký ngày 15/01/2020) 27 bảo vật - Đợt 9 (ký ngày 31/12/2020) 24 bảo vật - Đợt 10 (ký ngày 25/12/2021) 23 bảo vật - Đợt 11 (ký ngày 30/1/2023) 27 bảo vật - Đợt 12 (ký ngày 18/1/2024) 29 bảo vật - Đợt 13 (ký ngày 31/12/2024) 33 bảo vật |

## Danh sách
Dưới đây là danh sách các Bảo vật quốc gia của Việt Nam được Thủ tướng Chính phủ Việt Nam công nhận qua các đợt:

### Đợt 1
Ngày 1 tháng 10 năm 2012, Phó Thủ tướng Nguyễn Thiện Nhân, thay mặt Thủ tướng Chính phủ, ký Quyết định số 1426/QĐ-TTg công nhận 30 bảo vật quốc gia trong Đợt 1.
| Số thứ tự | Tên gọi                                           | Niên đại Giai đoạn lịch sử Nền văn hóa                                                          | Chủ sở hữu Đơn vị quản lý                                               | Địa phương                       | Ảnh hiện vật |
| --------- | ------------------------------------------------- | ----------------------------------------------------------------------------------------------- | ----------------------------------------------------------------------- | -------------------------------- | ------------ |
| 1         | Trống đồng Ngọc Lũ                                | Cách ngày nay 2500 - 2000 năm Văn hóa Đông Sơn                                                  | Bảo tàng Lịch sử Quốc gia                                               | Hà Nội                           |              |
| 2         | Trống đồng Hoàng Hạ                               | Cách ngày nay 2500 - 2000 năm Văn hóa Đông Sơn                                                  | Bảo tàng Lịch sử Quốc gia                                               | Hà Nội                           |              |
| 3         | Thạp đồng Đào Thịnh                               | Cách ngày nay 2500 - 2000 năm Văn hóa Đông Sơn                                                  | Bảo tàng Lịch sử Quốc gia                                               | Hà Nội                           |              |
| 4         | Tượng đồng hai người cõng nhau thổi khèn          | Cách ngày nay 2500 - 2000 năm Văn hóa Đông Sơn                                                  | Bảo tàng Lịch sử Quốc gia                                               | Hà Nội                           |              |
| 5         | Cây đèn đồng hình người quỳ                       | Cách ngày nay 2000 - 1700 năm Văn hóa Đông Sơn                                                  | Bảo tàng Lịch sử Quốc gia                                               | Hà Nội                           |              |
| 6         | Trống đồng Cảnh Thịnh                             | Năm 1800 Thời Tây Sơn                                                                           | Bảo tàng Lịch sử Quốc gia                                               | Hà Nội                           |              |
| 7         | Ấn đồng Môn Hạ Sảnh ấn 門下省印                   | Năm 1377 Thời Trần                                                                              | Bảo tàng Lịch sử Quốc gia                                               | Hà Nội                           |              |
| 8         | Bình gốm hoa lam vẽ Thiên Nga                     | Thế kỷ XV Thời Lê sơ                                                                            | Bảo tàng Lịch sử Quốc gia                                               | Hà Nội                           |              |
| 9         | Cuốn Đường Kách mệnh                              | Năm 1927 Tác phẩm của Chủ tịch Hồ Chí Minh                                                      | Bảo tàng Lịch sử Quốc gia                                               | Hà Nội                           |              |
| 10        | Tác phẩm Ngục trung nhật ký (Nhật ký trong tù)    | Năm 1942 – 1943 Tác phẩm của Chủ tịch Hồ Chí Minh                                               | Bảo tàng Lịch sử Quốc gia                                               | Hà Nội                           |              |
| 11        | Bản thảo Lời kêu gọi toàn quốc kháng chiến        | Năm 1946 Bản viết tay của Chủ tịch Hồ Chí Minh                                                  | Bảo tàng Lịch sử Quốc gia                                               | Hà Nội                           |              |
| 12        | Bản thảo Lời kêu gọi đồng bào và chiến sĩ cả nước | Văn bản Chủ tịch Hồ Chí Minh đọc trên đài Tiếng nói Việt Nam sáng ngày 17 tháng 7 năm 1966      | Bảo tàng Hồ Chí Minh                                                    | Hà Nội                           |              |
| 13        | Bản Di chúc của Chủ tịch Hồ Chí Minh              | Văn bản gốc viết tay ngày 10 tháng 5 năm 1965 - ngày 19 tháng 5 năm 1969                        | Cục lưu trữ Văn phòng Trung ương Đảng                                   | Hà Nội                           |              |
| 14        | Tượng Phật Đồng Dương                             | Thế kỷ VIII-XIX Văn hóa Chăm Pa                                                                 | Bảo tàng Lịch sử Thành phố Hồ Chí Minh                                  | Thành phố Hồ Chí Minh            |              |
| 15        | Tượng Nữ Thần Devi (Hương Quế)                    | Thế kỷ X Văn hóa Chăm Pa                                                                        | Bảo tàng Lịch sử Thành phố Hồ Chí Minh                                  | Thành phố Hồ Chí Minh            |              |
| 16        | Tượng Thần Vishnu                                 | Thế kỷ III-V Văn hóa Óc Eo                                                                      | Bảo tàng Lịch sử Thành phố Hồ Chí Minh                                  | Thành phố Hồ Chí Minh            |              |
| 17        | Tượng Phật Lợi Mỹ                                 | Khoảng thế kỷ IV - VI Văn hóa Óc Eo                                                             | Bảo tàng Lịch sử Thành phố Hồ Chí Minh                                  | Thành phố Hồ Chí Minh            |              |
| 18        | Tượng Thần Surya                                  | Khoảng thế kỷ VI - VII Văn hóa Óc Eo                                                            | Bảo tàng Lịch sử Thành phố Hồ Chí Minh                                  | Thành phố Hồ Chí Minh            |              |
| 19        | Tượng Bồ tát Tara                                 | Thế kỷ IX - đầu thế kỉ X Văn hóa Chăm Pa                                                        | Bảo tàng Điêu khắc Chăm Đà Nẵng                                         | Đà Nẵng                          |              |
| 20        | Đài thờ Mỹ Sơn E1                                 | Thế kỉ VII Văn hóa Chăm Pa                                                                      | Bảo tàng Điêu khắc Chăm                                                 | Đà Nẵng                          |              |
| 21        | Đài thờ Trà Kiệu                                  | Thế kỉ VII - VIII Văn hóa Chăm Pa                                                               | Bảo tàng Điêu khắc Chăm                                                 | Đà Nẵng                          |              |
| 22        | Tượng Phật A Di Đà                                | Thế kỷ XI Thời Lý                                                                               | Chùa Phật Tích                                                          | Huyện Tiên Du, tỉnh Bắc Ninh     |              |
| 23        | Tượng Phật nghìn mắt nghìn tay                    | Khoảng 1656 Thời Lê Trung Hưng                                                                  | Chùa Bút Tháp                                                           | Huyện Thuận Thành, tỉnh Bắc Ninh |              |
| 24        | Bộ Cửu vị thần công                               | 1803 - 1804 Thời Nguyễn                                                                         | Bảo tàng Cổ vật Cung đình Huế thuộc Trung tâm Bảo tồn di tích Cố đô Huế | Huế                              |              |
| 25        | Bộ Cửu Đỉnh                                       | Thời Nguyễn                                                                                     | Bảo tàng Cổ vật Cung đình Huế thuộc Trung tâm Bảo tồn di tích Cố đô Huế | Huế                              |              |
| 26        | Pháo cao xạ 37mm M1939 (61-K)                     | Súng phòng không của Quân đội nhân dân Việt Nam trong Chiến dịch Điện Biên Phủ 1954             | Bảo tàng Phòng không - Không quân                                       | Hà Nội                           |              |
| 27        | Máy bay MiG-21F96, số hiệu 5121                   | Máy bay chiến đấu của Không quân nhân dân Việt Nam trong trận Điện Biên Phủ trên không 1972     | Bảo tàng Lịch sử Quân sự Việt Nam                                       | Hà Nội                           |              |
| 28        | Sổ trực ban "Chiến dịch Hồ Chí Minh"              | Sổ trực ban chép tay tình hình chiến sự Chiến dịch Hồ Chí Minh 25 tháng 4 - 01 tháng 5 năm 1975 | Bảo tàng Quân khu 7                                                     | Thành phố Hồ Chí Minh            |              |
| 29        | Xe tăng T-54B, số hiệu 843                        | Tiến vào Dinh Độc Lập trưa ngày 30 tháng 4 năm 1975                                             | Bảo tàng Lịch sử quân sự Việt Nam                                       | Hà Nội                           |              |
| 30        | Xe tăng T-59, số hiệu 390                         | Tiến vào Dinh Độc Lập trưa ngày 30 tháng 4 năm 1975                                             | Bảo tàng Tăng thiết giáp                                                | Hà Nội                           |              |

### Đợt 2
Ngày 30 tháng 12 năm 2013, Phó Thủ tướng Vũ Đức Đam, thay mặt Thủ tướng Chính phủ, ký Quyết định số 2599/QĐ-TTg công nhận 37 bảo vật quốc gia trong Đợt 2.
| Số thứ tự | Tên gọi                                                            | Niên đại Giai đoạn lịch sử Nền văn hóa | Chủ sở hữu Đơn vị quản lý               | Địa phương                        | Ảnh hiện vật |
| --------- | ------------------------------------------------------------------ | -------------------------------------- | --------------------------------------- | --------------------------------- | ------------ |
| 1         | Trống đồng Đền Hùng                                                | Văn hóa Đông Sơn                       | Khu di tích lịch sử Đền Hùng            | Thành phố Việt Trì, tỉnh Phú Thọ  |              |
| 2         | Trống đồng Cẩm Giang I                                             | Văn hóa Đông Sơn                       | Bảo tàng tỉnh Thanh Hóa                 | Thanh Hóa                         |              |
| 3         | Mộ thuyền Việt Khê                                                 | Văn hóa Đông Sơn                       | Bảo tàng Lịch sử quốc gia               | Hà Nội                            |              |
| 4         | Thạp đồng Hợp Minh                                                 | Văn hóa Đông Sơn                       | Bảo tàng tỉnh Yên Bái                   | Yên Bái                           |              |
| 5         | Bộ khóa đai lưng bằng đồng                                         | Văn hóa Đông Sơn                       | Khu di tích lịch sử Đền Hùng            | Thành phố Việt Trì, tỉnh Phú Thọ  |              |
| 6         | Kiếm ngắn Núi Nưa                                                  | Văn hóa Đông Sơn                       | Bảo tàng tỉnh Thanh Hóa                 | Thanh Hóa                         |              |
| 7         | Bia "Xá Lợi Tháp Minh"                                             | 601 Nhà Tùy                            | Bảo tàng tỉnh Bắc Ninh                  | Bắc Ninh                          |              |
| 8         | Bia chùa Bảo Ninh Sùng Phúc                                        | Thời Lý                                | Chùa Bảo Ninh Sùng Phúc                 | Huyện Chiêm Hóa, tỉnh Tuyên Quang |              |
| 9         | Bia Sùng Thiện Diên Linh 大 越 國 李 家 第 四 帝 崇 善 延 齡 塔 碑 | Thời Lý                                | Chùa Long Đọi Sơn                       | Huyện Duy Tiên, tỉnh Hà Nam       |              |
| 10        | Bia chùa Sùng Khánh                                                | Thời Trần                              | Chùa Sùng Khánh                         | Huyện Vị Xuyên, tỉnh Hà Giang     |              |
| 11        | Bia Vĩnh Lăng Lam Kinh                                             | Thời Lê sơ                             | Khu di tích lịch sử Lam Kinh            | Huyện Thọ Xuân, tỉnh Thanh Hóa    |              |
| 12        | Chuông chùa Bình Lâm                                               | Thời Trần                              | Chùa Bình Lâm                           | Huyện Vị Xuyên, tỉnh Hà Giang     |              |
| 13        | Chuông chùa Vân Bản                                                | Thời Trần                              | Bảo tàng Lịch sử quốc gia               | Hà Nội                            |              |
| 14        | Đại hồng chung chùa Thiên Mụ                                       | Thời Nguyễn                            | Chùa Thiên Mụ                           | Huế                               |              |
| 15        | Rồng đá (Xà thần)                                                  | Thời Lý                                | Đền thờ Lê Văn Thịnh                    | Huyện Gia Bình, tỉnh Bắc Ninh     |              |
| 16        | Tượng Phật A Di Đà                                                 | Thời Lý                                | Chùa Ngô Xá                             | Huyện Ý Yên, tỉnh Nam Định        |              |
| 17        | Tượng Quan Âm nghìn mắt nghìn tay                                  | Thời Lê Trung hưng                     | Bảo tàng Mỹ thuật Việt Nam              | Hà Nội                            |              |
| 18        | Ba pho tượng Tam Thế                                               | Thời Lê Trung hưng                     | Chùa Linh Ứng                           | huyện Thuận Thành, tỉnh Bắc Ninh  |              |
| 19        | Tượng Hoàng hậu Trịnh Thị Ngọc Trúc                                | Thời Lê Trung hưng                     | Bảo tàng Mỹ thuật Việt Nam              | Hà Nội                            |              |
| 20        | Bộ chân đèn và lư hương gốm men                                    | Thời Mạc                               | Bảo tàng tỉnh Nam Định                  | Nam Định                          |              |
| 21        | Vạc đồng                                                           | Thời Lê Trung hưng                     | Bảo tàng tỉnh Thanh Hóa                 | Thanh Hóa                         |              |
| 22        | Súng thần công Bảo quốc An dân Đại tướng quân                      | Thời Nguyễn                            | Bảo tàng tỉnh Hà Tĩnh                   | Hà Tĩnh                           |              |
| 23        | Bia Võ Cạnh                                                        | Văn hóa Chămpa                         | Bảo tàng Lịch sử quốc gia               | Hà Nội                            |              |
| 24        | Tượng Quan Âm Hoài Nhơn                                            | Văn hóa Chămpa                         | Bảo tàng Lịch sử Thành phố Hồ Chí Minh  | Thành phố Hồ Chí Minh             |              |
| 25        | Tượng Quan Âm Đại Hữu                                              | Văn hóa Chămpa                         | Bảo tàng Lịch sử Thành phố Hồ Chí Minh  | Thành phố Hồ Chí Minh             |              |
| 26        | Tượng động vật Dốc Chùa                                            | Văn hóa Đồng Nai                       | Bảo tàng tỉnh Bình Dương                | Thủ Dầu Một                       |              |
| 27        | Tượng Phật Bình Hòa                                                | Văn hóa Óc Eo                          | Bảo tàng Lịch sử Thành phố Hồ Chí Minh  | Thành phố Hồ Chí Minh             |              |
| 28        | Tượng Phật Sa Đéc                                                  | Văn hóa Óc Eo                          | Bảo tàng Lịch sử Thành phố Hồ Chí Minh  | Thành phố Hồ Chí Minh             |              |
| 29        | Tượng Thần Vishnu                                                  | Văn hóa Óc Eo                          | Bảo tàng tỉnh Đồng Tháp                 | Cao Lãnh                          |              |
| 30        | Tượng Thần Vishnu                                                  | Văn hóa Óc Eo                          | Bảo tàng tỉnh Long An                   | Tân An                            |              |
| 31        | Tượng Nữ Thần Durga                                                | Văn hóa Óc Eo                          | Bảo tàng Lịch sử Thành phố Hồ Chí Minh  | Thành phố Hồ Chí Minh             |              |
| 32        | Tượng Avalokitesvara                                               | Văn hóa Óc Eo                          | Bảo tàng Lịch sử Thành phố Hồ Chí Minh  | Thành phố Hồ Chí Minh             |              |
| 33        | Bộ sưu tập hiện vật vàng                                           | Văn hóa Óc Eo                          | Bảo tàng tỉnh Long An                   | Tân An                            |              |
| 34        | Tranh Vườn Xuân Trung Nam Bắc                                      | 1969-1989 Họa sĩ Nguyễn Gia Trí        | Bảo tàng Mỹ thuật Thành phố Hồ Chí Minh | Thành phố Hồ Chí Minh             |              |
| 35        | Tranh Hai thiếu nữ và em bé                                        | 1944 Họa sĩ Tô Ngọc Vân                | Bảo tàng Mỹ thuật Việt Nam              | Hà Nội                            |              |
| 36        | Tranh Em Thúy                                                      | 1943 Họa sĩ Trần Văn Cẩn               | Bảo tàng Mỹ thuật Việt Nam              | Hà Nội                            |              |
| 37        | Tranh Kết nạp Đảng ở Điện Biên Phủ                                 | 1956 Họa sĩ Nguyễn Sáng                | Bảo tàng Mỹ thuật Việt Nam              | Hà Nội                            |              |

### Đợt 3
Ngày 14 tháng 1 năm 2015, Phó Thủ tướng Vũ Đức Đam, thay mặt Thủ tướng Chính phủ, ký Quyết định số 53/QĐ-TTg công nhận 12 bảo vật quốc gia trong Đợt 3.
| Số thứ tự | Tên gọi                                                  | Niên đại Giai đoạn lịch sử Nền văn hóa               | Chủ sở hữu Đơn vị quản lý             | Địa phương                                     | Ảnh hiện vật |
| --------- | -------------------------------------------------------- | ---------------------------------------------------- | ------------------------------------- | ---------------------------------------------- | ------------ |
| 1         | Trống đồng Hữu Chung                                     | Văn hóa Đông Sơn                                     | Bảo tàng tỉnh Hải Dương               | Hải Dương                                      |              |
| 2         | Chuông Thanh Mai                                         | 798                                                  | Bảo tàng Hà Nội                       | Hà Nội                                         |              |
| 3         | Tám mươi hai bia Tiến sĩ Văn Miếu - Quốc Tử Giám, Hà Nội | 1484 - 1780                                          | Văn Miếu - Quốc Tử Giám               | Hà Nội                                         |              |
| 4         | Bia Khôn Nguyên Chí Đức Chi Bi 坤元至德之碑              | Thế kỷ XV                                            | Lam Kinh                              | Huyện Thọ Xuân, tỉnh Thanh Hóa                 |              |
| 5         | Bia Thủy Môn Đình                                        | 1670                                                 | Bảo tàng tỉnh Lạng Sơn                | Lạng Sơn                                       |              |
| 6         | Tượng Quan Âm nghìn mắt nghìn tay chùa Đào Xuyên         | Thế kỷ XVI                                           | Chùa Đào Xuyên                        | Xã Đa Tốn, huyện Gia Lâm thành phố Hà Nội      |              |
| 7         | Bộ tượng Di Đà Tam Tôn chùa Thầy                         | Đầu thế kỷ XVII                                      | Chùa Thầy                             | Xã Sài Sơn, huyện Quốc Oai thành phố Hà Nội    |              |
| 8         | Tượng Phật giáo thời Tây Sơn chùa Tây Phương             | Cuối thế kỷ XVIII                                    | Chùa Tây Phương                       | Xã Thạch Xá, huyện Thạch Thất thành phố Hà Nội |              |
| 9         | Ekamukhalinga/Linga có một đầu thần Shiva                | Đầu thế kỷ VIII                                      | Ban Quản lý di tích và du lịch Mỹ Sơn | Huyện Duy Xuyên, tỉnh Quảng Nam                |              |
| 10        | Lan can thành bậc tháp Chương Sơn, núi Ngô Xá            | Đầu thế kỷ XII                                       | Bảo tàng tỉnh Nam Định                | Huyện Ý Yên, tỉnh Nam Định                     |              |
| 11        | Máy bay Máy bay MiG-21 số hiệu 4324                      | Chiến tranh phá hoại miền Bắc lần thứ nhất 1965-1968 | Bảo tàng Lịch sử quân sự Việt Nam     | Hà Nội                                         |              |
| 12        | Bản đồ Quyết tâm chiến dịch Hồ Chí Minh                  | Chiến dịch Hồ Chí Minh                               | Bảo tàng Lịch sử quân sự Việt Nam     | Hà Nội                                         |              |

### Đợt 4
Ngày 23 tháng 12 năm 2015, Phó Thủ tướng Vũ Đức Đam, thay mặt Thủ tướng Chính phủ, ký Quyết định số 2382/QĐ-TTg công nhận 25 bảo vật quốc gia trong Đợt 4.
| Số thứ tự | Tên gọi                                                                                           | Niên đại Giai đoạn lịch sử Nền văn hóa            | Chủ sở hữu Đơn vị quản lý                                                     | Địa phương                                                   | Ảnh hiện vật |
| --------- | ------------------------------------------------------------------------------------------------- | ------------------------------------------------- | ----------------------------------------------------------------------------- | ------------------------------------------------------------ | ------------ |
| 1         | Trống đồng Cổ Loa và bộ sưu tập lưỡi cày đồng                                                     | Văn hóa Đông Sơn                                  | Bảo tàng Hà Nội                                                               | Hà Nội                                                       |              |
| 2         | Đôi trống đồng Lô Lô                                                                              | Trống Đông Sơn nhóm D khoảng thế kỷ V             | Bảo tàng tỉnh Hà Giang                                                        | Hà Giang                                                     |              |
| 3         | Cột kinh Phật chùa Nhất Trụ                                                                       | 995                                               | Cố đô Hoa Lư thuộc Trung tâm Bảo tồn di tích Lịch sử - Văn hóa tỉnh Ninh Bình | tỉnh Ninh Bình                                               |              |
| 4         | Tượng Thần Vishnu                                                                                 | Thế kỷ VI                                         | Bảo tàng Tổng hợp tỉnh Đồng Tháp                                              | Thành phố Cao Lãnh                                           |              |
| 5         | Tượng nữ thần Lakshmi                                                                             | Thế kỷ VII                                        | Bảo tàng tỉnh Bạc Liêu                                                        | Thành phố Bạc Liêu                                           |              |
| 6         | Tượng nữ thần Lakshmi                                                                             | Thế kỷ VII                                        | Bảo tàng Tổng hợp tỉnh Đồng Tháp                                              | Thành phố Cao Lãnh                                           |              |
| 7         | Đầu tượng thần Shiva                                                                              | Khoảng đầu thế kỷ X                               | Bảo tàng tỉnh Quảng Nam                                                       | Thành phố Tam Kỳ                                             |              |
| 8         | Tượng Sadashiva                                                                                   | khoảng thế kỷ thứ XII                             | Bảo tàng tỉnh Bạc Liêu                                                        | Thành phố Bạc Liêu                                           |              |
| 9         | Đầu tượng thần Shiva                                                                              | khoảng thế kỷ thứ XII                             | Bảo tàng tỉnh Bạc Liêu                                                        | Thành phố Bạc Liêu                                           |              |
| 10        | Pho tượng Trấn Vũ                                                                                 | 1802                                              | Đền Trấn Vũ                                                                   | phường Thạch Bàn, quận Long Biên thành phố Hà Nội            |              |
| 11        | Bệ thờ Vân Trạch Hòa                                                                              | Thế kỷ IX-X                                       | Bảo tàng Lịch sử và Cách mạng tỉnh Thừa Thiên-Huế                             | Thành phố Huế                                                |              |
| 12        | Phù điêu nữ thần Mahishasuramardini                                                               | Đầu thế kỷ XII                                    | Bảo tàng Tổng hợp tỉnh Bình Định                                              | Quy Nhơn                                                     |              |
| 13        | Hương án chùa Khám Lạng                                                                           | 1432                                              | Chùa Khám Lạng                                                                | xã Khám Lạng, huyện Lục Nam tỉnh Bắc Giang                   |              |
| 14        | Bức giá tượng (phù điêu) chạm khắc hình tượng đức Lạc Long Quân và nhân vật về thời kỳ Hùng Vương | cuối thế kỷ XIX - đầu thế kỷ XX                   | Đền Nội (còn gọi là Đền Lạc Long Quân)                                        | Thôn Bình Đà, xã Bình Minh huyện Thanh Oai, thành phố Hà Nội |              |
| 15        | Mô hình nhà                                                                                       | Thời Trần                                         | Bảo tàng tỉnh Nam Định                                                        | Thành phố Nam Định                                           |              |
| 16        | Bia "Thanh Hư Động" 清虛洞碑                                                                      | 1372-1377 Niên hiệu Long Khánh thời Trần Duệ Tông | Chùa Côn Sơn                                                                  | Chí Linh, Hải Dương                                          |              |
| 17        | Bia điện Nam Giao 南郊殿碑                                                                        | 1679 Niên hiệu Vĩnh Trị thứ 4 thời Lê Hy Tông     | Bảo tàng Lịch sử quốc gia                                                     | Hà Nội                                                       |              |
| 18        | Bia Khiêm Cung Ký 謙恭記碑                                                                        | 1875 CE                                           | Lăng Tự Đức thuộc Trung tâm Bảo tồn Di tích Cố đô Huế                         | phường Thủy Xuân, thành phố Huế                              |              |
| 19        | Bộ sưu tập vạc đồng thời Chúa Nguyễn                                                              | 1659 - 1684 CE                                    | Cố đô Huế thuộc Trung tâm Bảo tồn Di tích Cố đô Huế                           | Thành phố Huế                                                |              |
| 20        | Cửu Phẩm Liên Hoa chùa Giám                                                                       | Thế kỷ XVII                                       | Chùa Giám                                                                     | Xã Cẩm Sơn, huyện Cẩm Giàng tỉnh Hải Dương                   |              |
| 21        | Cây đèn gốm                                                                                       | 1582 Niên hiệu Diên Thành thứ 5 thời Mạc Mậu Hợp  | Bảo tàng Hà Nội                                                               | Hà Nội                                                       |              |
| 22        | Long đình gốm Bát Tràng                                                                           | Thế kỷ XVII                                       | Bảo tàng Hà Nội                                                               | Hà Nội                                                       |              |
| 23        | Ấn Sắc mệnh chi bảo 敕命之寶                                                                      | 1827 Năm Minh Mệnh thứ 8                          | Bảo tàng Lịch sử quốc gia                                                     | Hà Nội                                                       |              |
| 24        | Ngai vua triều Nguyễn                                                                             | 1802                                              | Điện Thái Hòa thuộc Trung tâm Bảo tồn Di tích Cố đô Huế                       | Thành phố Huế                                                |              |
| 25        | Áo Tế giao 龍袞                                                                                   | 1802                                              | Bảo tàng Cổ vật Cung đình Huế thuộc Trung tâm Bảo tồn Di tích Cố đô Huế       | Thành phố Huế                                                |              |

### Đợt 5
Ngày 22 tháng 12 năm 2016, Phó Thủ tướng Vũ Đức Đam, thay mặt Thủ tướng Chính phủ, ký Quyết định số 2496/QĐ-TTg công nhận 14 bảo vật quốc gia trong Đợt 5.
| Số thứ tự | Tên gọi                                                                                 | Niên đại Giai đoạn lịch sử Nền văn hóa     | Chủ sở hữu Đơn vị quản lý                                      | Địa phương                                           | Ảnh hiện vật |
| --------- | --------------------------------------------------------------------------------------- | ------------------------------------------ | -------------------------------------------------------------- | ---------------------------------------------------- | ------------ |
| 1         | Ngẫu tượng Linga - Yoni                                                                 | Thế kỷ V - VI                              | Bảo tàng Tổng hợp Trà Vinh                                     | Trà Vinh                                             |              |
| 2         | Phù điêu Trà Liên 1                                                                     | nửa cuối thế kỷ IX                         | Bảo tàng tỉnh Quảng Trị                                        | Đông Hà                                              |              |
| 3         | Phù điêu Trà Liên 2                                                                     | nửa cuối thế kỷ IX                         | Bảo tàng tỉnh Quảng Trị                                        | Đông Hà                                              |              |
| 4         | Phù điêu Thần Brahma                                                                    | Thế kỷ XII - XIII                          | Bảo tàng Tổng hợp Bình Định                                    | Quy Nhơn                                             |              |
| 5         | Thống gốm hoa nâu                                                                       | Thế kỷ XIII - XIV Thời Trần                | Bảo tàng Lịch sử quốc gia                                      | Hà Nội                                               |              |
| 6         | Bia "Thanh Mai Viên Thông tháp bi" 青梅圓通塔碑                                         | 1362 thời Trần Dụ Tông                     | Chùa Thanh Mai                                                 | xã Hoàng Hoa Thám, thành phố Chí Linh tỉnh Hải Dương |              |
| 7         | Bia vua Lê Thái Tổ                                                                      | 1431                                       | Đền thờ vua Lê Thái Tổ                                         | xã Lê Lợi, Nậm Nhùn tỉnh Lai Châu                    |              |
| 8         | Bia Đại Việt Lam Sơn Chiêu Lăng bi Bia lăng Lê Thánh Tông 大越藍山昭陵碑                | Cuối thế kỷ XV                             | Khu di tích lịch sử Lam Kinh                                   | xã Xuân Lam, huyện Thọ Xuân tỉnh Thanh Hóa           |              |
| 9         | Đôi chuông chùa Đà Quận                                                                 | 1611 Nhà Mạc                               | Chùa Đà Quận                                                   | thành phố Cao Bằng, tỉnh Cao Bằng                    |              |
| 10        | Tượng Thiền sư Vũ Khắc Minh và Tượng Thiền sư Vũ Khắc Trường                            | Giữa thế kỷ XVII                           | Chùa Đậu                                                       | Huyện Thường Tín, Hà Nội                             |              |
| 11        | Tượng Trấn Vũ đền Quán Thánh                                                            | khoảng cuối thế kỷ XVII - đầu thế kỷ XVIII | Đền Quán Thánh                                                 | Quận Ba Đình, Hà Nội                                 |              |
| 12        | Cửu Phẩm Liên Hoa chùa Động Ngọ                                                         | 1692 thời Lê Hy Tông                       | Chùa Động Ngọ                                                  | Huyện Thanh Hà, tỉnh Hải Dương                       |              |
| 13        | Ấn vàng Đại Việt quốc Nguyễn chúa vĩnh trấn chi bảo 大越國阮主永鎭之寶                  | 1709 Năm Vĩnh Thịnh thứ 5                  | Bảo tàng Lịch sử quốc gia                                      | Hà Nội                                               |              |
| 14        | Tập Sắc lệnh của Chủ tịch Chính phủ Lâm thời nước Việt Nam Dân chủ Cộng hòa 1945 - 1946 | 30 tháng 8 năm 1945 - 28 tháng 2 năm 1946  | Trung tâm Lưu trữ quốc gia III Cục Văn thư và Lưu trữ nhà nước | Hà Nội                                               |              |

### Đợt 6
Ngày 25 tháng 12 năm 2017, Phó Thủ tướng Vũ Đức Đam, thay mặt Thủ tướng Chính phủ, ký Quyết định số 2089/QĐ-TTg công nhận 25 bảo vật quốc gia trong Đợt 6.
| Số thứ tự | Tên gọi                                                                       | Niên đại Giai đoạn lịch sử Nền văn hóa | Chủ sở hữu Đơn vị quản lý                                | Địa phương                                                     | Ảnh hiện vật |
| --------- | ----------------------------------------------------------------------------- | -------------------------------------- | -------------------------------------------------------- | -------------------------------------------------------------- | ------------ |
| 1         | Dao găm chuôi hình rắn ngậm chân voi                                          | cách ngày nay khoảng 2000-2500 năm     | Bảo tàng Nghệ An                                         | Vinh                                                           |              |
| 2         | Muôi có cán hình tượng voi                                                    | cách ngày nay khoảng 2000-2500 năm     | Bảo tàng Nghệ An                                         | Vinh                                                           |              |
| 3         | Đàn đá Lộc Hòa                                                                | cách ngày nay khoảng 3000 năm          | Bảo tàng tỉnh Bình Phước                                 | Thành phố Đồng Xoài                                            |              |
| 4         | Bộ khuôn đúc Nhơn Thành                                                       | Thế kỷ I-VII                           | Bảo tàng Thành phố Cần Thơ                               | Thành phố Cần Thơ                                              |              |
| 5         | Hộp đựng xá lỵ Tháp Nhạn                                                      | Thế kỷ VII-VIII                        | Bảo tàng Nghệ An                                         | Vinh                                                           |              |
| 6         | Phù điêu Phật Chămpa Tây Nguyên                                               | Thế kỷ VI-VII                          | Bảo tàng tỉnh Gia Lai                                    | Thành phố Pleiku                                               |              |
| 7         | Tượng Thần Vishnu Gò Thành                                                    | Thế kỷ VI-VIII                         | Bảo tàng Tiền Giang                                      | Thành phố Mỹ Tho                                               |              |
| 8         | Cặp tượng chim thần Garuda diệt rắn Tháp Mẫm                                  | Giữa thế kỷ thứ XIII                   | Bảo tàng Tổng hợp Bình Định                              | Thành phố Quy Nhơn                                             |              |
| 9         | Bộ tượng 10 linh thú Chùa Phật Tích                                           | Thế kỷ XI                              | Chùa Phật Tích                                           | xã Phật Tích, huyện Tiên Du tỉnh Bắc Ninh                      |              |
| 10        | Bộ tượng Phật Tứ Pháp vùng Dâu-Luy Lâu                                        | Thế kỷ XVIII                           | Chùa Dâu, Chùa Phi Tướng, Chùa Dàn                       | xã Thanh Khương và xã Trí Quả huyện Thuận Thành, tỉnh Bắc Ninh |              |
| 11        | Cột đá chạm rồng chùa Dạm                                                     | Thế kỷ XI                              | Chùa Dạm                                                 | xã Nam Sơn, thành phố Bắc Ninh tỉnh Bắc Ninh                   |              |
| 12        | Bia Đại Việt Lam Sơn Dụ Lăng Bi (Bia lăng vua Lê Hiến Tông) 大越藍山裕陵碑    | Cuối thế kỷ XV                         | Lam Kinh                                                 | Thọ Xuân, Thanh Hóa                                            |              |
| 13        | Hệ thống bia ma nhai Động Kính Chủ                                            | 1432                                   | Di tích Động Kính Chủ                                    | xã Phạm Mệnh, Kinh Môn tỉnh Hải Dương                          |              |
| 14        | Bia Côn Sơn Tư Phúc tự bi 崑山資福寺碑                                        | 1607 Niên hiệu Hoằng Định thứ 8        | Di tích lịch sử và kiến trúc nghệ thuật Côn Sơn-Kiếp Bạc | Chí Linh, Hải Dương                                            |              |
| 15        | Bia hộp đá Đồi Cốc thời Mạc                                                   | 1549                                   | Đền thờ Trạng nguyên Giáp Hải                            | xã Dĩnh Trì, thành phố Bắc Giang tỉnh Bắc Giang                |              |
| 16        | Hai cánh cửa chạm rồng Chùa Keo                                               | Thế kỉ XVII                            | Bảo tàng Mỹ thuật Việt Nam                               | Hà Nội                                                         |              |
| 17        | Long sàng trước Nghi môn ngoại và trước Bái đường Đền thờ Vua Đinh Tiên Hoàng | Thế kỉ XVII                            | Khu di tích lịch sử Cố đô Hoa Lư                         | xã Trường Yên, huyện Hoa Lư tỉnh Ninh Bình                     |              |
| 18        | Mộc bản Chùa Bổ Đà                                                            | giữa thế kỷ XVIII-đầu thế kỷ XX        | Chùa Bổ Đà                                               | xã Tiên Sơn, Việt Yên tỉnh Bắc Giang                           |              |
| 19        | Ngọc tỷ Đại Nam thụ thiên vĩnh mệnh truyền quốc tỷ 大 南 受 天 永 命 傳 國 璽 | 1847 năm Thiệu Trị thứ 7               | Bảo tàng Lịch sử Quốc gia                                | Hà Nội                                                         |              |
| 20        | Bình phong sơn mài "Thiếu nữ và phong cảnh"                                   | 1939 Họa sĩ Nguyễn Gia Trí             | Bảo tàng Mỹ thuật Việt Nam                               | Hà Nội                                                         |              |
| 21        | Tranh "Bác Hồ ở Chiến khu Việt Bắc"                                           | 1980 Họa sĩ Dương Bích Liên            | Bảo tàng Mỹ thuật Việt Nam                               | Hà Nội                                                         |              |
| 22        | Tranh sơn mài "Gióng"                                                         | 1990 Họa sĩ Nguyễn Tư Nghiêm           | Bảo tàng Mỹ thuật Việt Nam                               | Hà Nội                                                         |              |
| 23        | Tranh "Thanh niên thành đồng"                                                 | 1967-1978 Họa sĩ Nguyễn Sáng           | Bảo tàng Mỹ thuật Thành phố Hồ Chí Minh                  | Thành phố Hồ Chí Minh                                          |              |
| 24        | Tàu vận tải quân sự số hiệu HQ671                                             | Kháng chiến chống Mỹ                   | Bảo tàng Hải quân                                        | Hải Phòng                                                      |              |

### Đợt 7
Ngày 25 tháng 12 năm 2018, Phó Thủ tướng Vũ Đức Đam, thay mặt Thủ tướng Chính phủ, ký Quyết định số 1821/QĐ-TTg công nhận 22 bảo vật quốc gia trong Đợt 7.
| Số thứ tự | Tên gọi                                             | Niên đại Giai đoạn lịch sử Nền văn hóa                                                            | Chủ sở hữu Đơn vị quản lý              | Địa phương                              | Ảnh hiện vật |
| --------- | --------------------------------------------------- | ------------------------------------------------------------------------------------------------- | -------------------------------------- | --------------------------------------- | ------------ |
| 1         | Bình gốm Đầu Rằm                                    | cách ngày nay khoảng 3400-3000 năm Văn hóa Phùng Nguyên muộn                                      | Bảo tàng tỉnh Quảng Ninh               | Hạ Long                                 |              |
| 2         | Bộ Sưu tập bình gốm đất nung Long Thạnh             | cách ngày nay 3370 ± 40 năm (Niên đại C14)                                                        | Bảo tàng Tổng hợp Quảng Ngãi           | Quảng Ngãi                              |              |
| 3         | Tượng Tu sĩ Champa Phú Hưng                         | Thế kỷ IX - X                                                                                     | Bảo tàng Tổng hợp Quảng Ngãi           | Thành phố Quảng Ngãi                    |              |
| 4         | Trống đồng Pha Long                                 | khoảng 2.500 - 2000 năm cách ngày nay Văn hóa Đông Sơn                                            | Bảo tàng tỉnh Lào Cai                  | Lào Cai                                 |              |
| 5         | Mộ chum gỗ nắp trống đồng Phú Chánh                 | Trống đồng: Thế kỷ II - I trước Công nguyên Chum gỗ (phân tích C14): cách ngày nay 2.100 ± 40 năm | Bảo tàng tỉnh Bình Dương               | TP. Thủ Dầu Một, tỉnh Bình Dương        |              |
| 6         | Tượng Phật Nhơn Thành                               | Thế kỷ IV - VI Văn hóa Óc Eo                                                                      | Bảo tàng thành phố Cần Thơ             | Cần Thơ                                 |              |
| 7         | Bình gốm Nhơn Thành                                 | Thế kỷ V Văn hóa Óc Eo                                                                            | Bảo tàng thành phố Cần Thơ             | Cần Thơ                                 |              |
| 8         | Bộ Linga - Yoni Đá Nổi                              | Thế kỷ V - VI Văn hóa Óc Eo                                                                       | Bảo tàng tỉnh An Giang                 | Thành phố Long Xuyên                    |              |
| 9         | Tượng Thần Brahma Giồng Xoài                        | Thế kỷ VI - VII                                                                                   | Bảo tàng tỉnh An Giang                 | Thành phố Long Xuyên                    |              |
| 10        | Tượng Thần Vishnu Vũng Liêm                         | Thế kỷ VI - VII                                                                                   | Bảo tàng tỉnh Vĩnh Long                | Vĩnh Long                               |              |
| 11        | Tượng Phật Sơn Thọ - Trà Vinh                       | Thế kỷ VI - VII                                                                                   | Bảo tàng Lịch sử Thành phố Hồ Chí Minh | Thành phố Hồ Chí Minh                   |              |
| 12        | Tượng Uma Dương Lệ                                  | Thế kỷ IX - X                                                                                     | Bảo tàng tỉnh Quảng Trị                | Thành phố Đông Hà                       |              |
| 13        | Tượng Thần Shiva chùa Linh Sơn                      | Thế kỷ XV                                                                                         | Chùa Linh Sơn                          | xã Nhơn Hội, Quy Nhơn tỉnh Bình Định    |              |
| 14        | Tượng Phật Quan Âm Thiên Thủ Thiên Nhãn             | Thế kỷ XIX                                                                                        | Chùa Mễ Sở (Diên Phúc tự)              | xã Mễ Sở, huyện Văn Giang tỉnh Hưng Yên |              |
| 15        | Đài thờ Đồng Dương                                  | Thế kỷ IX - X                                                                                     | Bảo tàng Điêu Khắc Chăm                | Thành phố Đà Nẵng                       |              |
| 16        | Hộp vàng Ngọa Vân - Yên Tử                          | Thế kỷ XIV                                                                                        | Bảo tàng tỉnh Quảng Ninh               | Hạ Long                                 |              |
| 17        | Bia "Sùng Thiên tự bi" 崇天寺碑                     | 1331 Niên hiệu Khai Hựu thứ 3                                                                     | Chùa Dâu (Sùng Thiên tự)               | xã Nhật Tân, Gia Lộc tỉnh Hải Dương     |              |
| 18        | Tháp gốm men chùa Trò                               | Thế kỷ XIV                                                                                        | Bảo tàng tỉnh Vĩnh Phúc                | Vĩnh Yên                                |              |
| 19        | Ấn "Tuần phủ Đô tướng quân" 奉 命 巡 撫 都 將 軍 印 | 1515 Niên hiệu Hồng Thuận thứ 6                                                                   | Bảo tàng Tổng hợp tỉnh Quảng Bình      | Đồng Hới                                |              |
| 20        | Kim sách Đế hệ thi 帝 系 詩 金 册                   | 1823 Niên hiệu Minh Mạng thứ 4                                                                    | Bảo tàng Lịch sử quốc gia              | Hà Nội                                  |              |
| 21        | Khuôn in tín phiếu mệnh giá 5 đồng                  | Năm 1947                                                                                          | Bảo tàng Thành phố Hồ Chí Minh         | Thành phố Hồ Chí Minh                   |              |
| 22        | Xe ô tô "Quốc tế"                                   | 1949                                                                                              | Bảo tàng Hậu cần                       | Hà Nội                                  |              |

### Đợt 8
Ngày 15 tháng 1 năm 2020, Phó Thủ tướng Vũ Đức Đam, thay mặt Thủ tướng Chính phủ, ký Quyết định số 88/QĐ-TTg công nhận 27 bảo vật quốc gia trong Đợt 8.
| Số thứ tự | Tên gọi                                                                     | Niên đại Giai đoạn lịch sử Nền văn hóa                    | Chủ sở hữu Đơn vị quản lý                                     | Địa phương                                                  | Ảnh hiện vật |
| --------- | --------------------------------------------------------------------------- | --------------------------------------------------------- | ------------------------------------------------------------- | ----------------------------------------------------------- | ------------ |
| 1         | Sưu tập nha chương                                                          | cách ngày nay khoảng 3500 năm Văn hóa Phùng Nguyên        | Bảo tàng Hùng Vương                                           | Việt Trì, Phú Thọ                                           |              |
| 2         | Trống đồng Quảng Chính                                                      | khoảng Thế kỷ III - II trước Công nguyên Văn hóa Đông Sơn | Bảo tàng tỉnh Quảng Ninh                                      | Hạ Long                                                     |              |
| 3         | Trống đồng Trà Lộc                                                          | cách ngày nay khoảng 2500 năm Văn hóa Đông Sơn            | Bảo tàng tỉnh Quảng Trị                                       | Đông Hà                                                     |              |
| 4         | Linga - Yoni gỗ Nhơn Thành                                                  | Thế kỷ V Văn hóa Óc Eo                                    | Bảo tàng thành phố Cần Thơ                                    | Cần Thơ                                                     |              |
| 5         | Tượng Phật gỗ Giồng Xoài                                                    | Thế kỷ IV - VI Văn hóa Óc Eo                              | Bảo tàng tỉnh An Giang                                        | Long Xuyên                                                  |              |
| 6         | Tượng Phật đá Khánh Bình                                                    | Thế kỷ VI - VII                                           | Bảo tàng tỉnh An Giang                                        | Long Xuyên                                                  |              |
| 7         | Tượng sư tử đá chùa Hương Lãng                                              | cuối Thế kỷ XI - đầu Thế kỷ XII                           | Chùa Hương Lãng                                               | xã Minh Hải, Văn Lâm tỉnh Hưng Yên                          |              |
| 8         | Tượng đôi sư tử đá đền - chùa Bà Tấm                                        | Thế kỷ XII                                                | Đền - chùa Bà Tấm                                             | xã Dương Xá, huyện Gia Lâm thành phố Hà Nội                 |              |
| 9         | Hai tượng Hộ pháp chùa Nhạn Sơn                                             | Thế kỷ XII - XIII                                         | Chùa Nhạn Sơn                                                 | xã Nhơn Hậu, thị xã An Nhơn tỉnh Bình Định                  |              |
| 10        | Tượng Mẫu Âu Cơ                                                             | Thế kỷ XIX                                                | Khu di tích Đền Mẫu Âu Cơ                                     | xã Hiền Lương, Hạ Hòa tỉnh Phú Thọ                          |              |
| 11        | Chuông Nhật Tảo                                                             | Thế kỷ X                                                  | Đình Nhật Tảo                                                 | phường Đông Ngạc, quận Bắc Từ Liêm thành phố Hà Nội         |              |
| 12        | Bia Cổ Việt thôn Diên Phúc tự bi minh 古越村延福寺碑銘                      | Thời Lý - Trần                                            | Chùa Cảnh Lâm                                                 | xã Tân Việt, Yên Mỹ tỉnh Hưng Yên                           |              |
| 13        | Bia ma nhai ngự chế của Vua Lê Thái Tổ                                      | 1431                                                      | UBND huyện Hòa An                                             | vách núi Phia Tém, xã Bình Long huyện Hòa An, tỉnh Cao Bằng |              |
| 14        | Bia Đại Việt Lam Sơn Kính Lăng Bi (Bia lăng vua Lê Túc Tông) 大越藍山敬陵碑 | Thế kỷ XVI                                                | Lam Kinh                                                      | Thanh Hóa                                                   |              |
| 15        | Bia Sùng chỉ bi ký 崇址碑記                                                 | 1696                                                      | Đền thờ Hà Tông Mục                                           | xã Tùng Lộc, Can Lộc tỉnh Hà Tĩnh                           |              |
| 16        | Bia Ngự kiến Thiên Mụ tự 御建天姥寺碑                                       | 1715                                                      | Chùa Thiên Mụ thuộc Trung tâm Bảo tồn di tích Cố đô Huế       | Huế                                                         |              |
| 17        | 12 Bia Tiến sĩ Văn Miếu Bắc Ninh                                            | 1889 Niên hiệu Thành Thái                                 | Văn miếu Bắc Ninh                                             | phường Đại Phúc (phường), thành phố bắc Ninh tỉnh Bắc Ninh  |              |
| 18        | Bộ chóp tháp Champa Linh Thái                                               | Thế kỷ XII - XIII                                         | Bảo tàng Lịch sử Thừa Thiên - Huế                             | Huế                                                         |              |
| 19        | Thống đồng thời Trần                                                        | Thế kỷ XIII - XIV                                         | Bảo tàng tỉnh Quảng Ninh                                      | Hạ Long                                                     |              |
| 20        | Mâm bồng gốm men vẽ nhiều màu                                               | Thế kỷ XV Thời Lê sơ                                      | Bảo tàng tỉnh Quảng Ninh                                      | Hạ Long                                                     |              |
| 21        | Khám thờ gỗ sơn son thếp vàng                                               | Thế kỷ XVI                                                | Đền - chùa Bà Tấm                                             | xã Dương Xá, huyện Gia Lâm Hà Nội                           |              |
| 22        | Ngai thờ gỗ sơn son thếp vàng                                               | Thế kỷ XVII                                               | Bảo tàng tỉnh Thái Bình                                       | Thành phố Thái Bình                                         |              |
| 23        | Cửa võng đình Diềm                                                          | Thế kỷ XVII                                               | Đình Diềm                                                     | xã Hòa Long, thành phố Bắc Ninh tỉnh Bắc Ninh               |              |
| 24        | Bộ Phủ Việt đền thờ Vua Đinh Tiên Hoàng                                     | Thế kỷ XVII                                               | Đền thờ Vua Đinh Tiên Hoàng, Khu di tích lịch sử Cố đô Hoa Lư | xã Trường Yên, huyện Hoa Lư tỉnh Ninh Bình                  |              |
| 25        | Bộ Phủ Việt đền thờ Vua Lê Đại Hành                                         | Thế kỷ XVII                                               | Đền thờ Vua Lê Đại Hành, Khu di tích lịch sử Cố đô Hoa Lư     | xã Trường Yên, huyện Hoa Lư tỉnh Ninh Bình                  |              |
| 26        | Long đao                                                                    | Thế kỷ XVII - XVIII                                       | Khu di tích tưởng niệm Vương triều Mạc                        | xã Ngũ Đoan, huyện Kiến Thụy thành phố Hải Phòng            |              |
| 27        | Ấn Lương Tài hầu chi ấn 良才侯之印                                          | Thế kỷ XIX                                                | Bảo tàng Thành phố Hồ Chí Minh                                | Thành phố Hồ Chí Minh                                       |              |

### Đợt 9
Ngày 31 tháng 12 năm 2020, Phó Thủ tướng Vũ Đức Đam, thay mặt Thủ tướng Chính phủ, ký Quyết định số 2283/QĐ-TTg công nhận 24 bảo vật quốc gia trong Đợt 9.
| Số thứ tự | Tên gọi                                           | Niên đại Giai đoạn lịch sử Nền văn hóa             | Chủ sở hữu Đơn vị quản lý                            | Địa phương                                            | Ảnh hiện vật |
| --------- | ------------------------------------------------- | -------------------------------------------------- | ---------------------------------------------------- | ----------------------------------------------------- | ------------ |
| 1         | Sưu tập khuôn đúc Cổ Loa                          | Thế kỷ III - II trước Công nguyên Văn hóa Đông Sơn | Khu di tích Cổ Loa                                   | xã Cổ Loa, Đông Anh thành phố Hà Nội                  |              |
| 2         | Bộ dụng cụ dệt gỗ Phú Chánh                       | Cuối thế kỷ III trước Công nguyên                  | Bảo tàng tỉnh Bình Dương                             | Thủ Dầu Một                                           |              |
| 3         | Bộ Linga - Yoni Linh Sơn                          | Thế kỷ VII                                         | Bảo tàng tỉnh An Giang                               | Long Xuyên                                            |              |
| 4         | Bộ sưu tập trang sức vàng Trà Veo 3 và Lâm Thượng | Thế kỷ X - XII                                     | Bảo tàng Tổng hợp Quảng Ngãi                         | Quảng Ngãi                                            |              |
| 5         | Sưu tập đĩa vàng hoa sen Cộng Vũ                  | Thế kỷ XI - XII                                    | Kho bạc Nhà nước tỉnh Hưng Yên                       | Hưng Yên                                              |              |
| 6         | Trống đồng Kính Hoa                               | Thế kỷ IV - III trước Công nguyên Văn hóa Đông Sơn | Sưu tập tư nhân của Nguyễn Văn Kính                  | Thành phố Hà Nội                                      |              |
| 7         | Tượng Ganesha                                     | Thế kỷ VII - VIII Văn hóa Champa                   | Bảo tàng Điêu khắc Chăm                              | Thành phố Đà Nẵng                                     |              |
| 8         | Tượng Gajasimha                                   | Thế kỷ XII Văn hóa Champa                          | Bảo tàng Điêu khắc Chăm                              | Thành phố Đà Nẵng                                     |              |
| 9         | Tượng nam thần                                    | Thế kỷ XI - XII                                    | Bảo tàng tỉnh Bạc Liêu                               | Bạc Liêu                                              |              |
| 10        | Tượng Phật hoàng Trần Nhân Tông                   | Thế kỷ XVII                                        | Tháp Huệ Quang, chùa Hoa Yên Khu di tích Yên Tử      | xã Thượng Yên Công, thành phố Uông Bí tỉnh Quảng Ninh |              |
| 11        | Tượng Thái tổ Mạc Đăng Dung                       | Thế kỷ XVI                                         | Chùa Trà Phương                                      | xã Thụy Hương, Kiến Thụy thành phố Hải Phòng          |              |
| 12        | Bộ tượng phật Tam thế chùa Bút Tháp               | Thế kỷ XVII                                        | Chùa Bút Tháp                                        | xã Đình Tổ, huyện Thuận Thành tỉnh Bắc Ninh           |              |
| 13        | Phù điêu nữ Thần Sarasvati                        | Thế kỷ XII                                         | Bảo tàng Tổng hợp Bình Định                          | Quy Nhơn                                              |              |
| 14        | Phù điêu vua Pô Rômê                              | Thế kỷ XVII                                        | Tháp Pô Rômê                                         | xã Phước Hữu, Ninh Phước tỉnh Ninh Thuận              |              |
| 15        | Phù điêu Thái Hoàng Thái hậu Vũ Thị Ngọc Toàn     | Thế kỷ XVI                                         | Chùa Trà Phương                                      | xã Thụy Hương, Kiến Thụy thành phố Hải Phòng          |              |
| 16        | Bia Hòa Lai                                       | Cuối thế kỷ VIII - đầu thế kỷ IX                   | Bảo tàng tỉnh Ninh Thuận                             | Phan Rang – Tháp Chàm                                 |              |
| 17        | Hệ thống thành bậc đá chùa Hương Lãng             | Cuối thế kỷ XI - đầu thế kỷ XII                    | Chùa Hương Lãng                                      | xã Minh Hải, huyện Văn Lâm tỉnh Hưng Yên              |              |
| 18        | Bộ thành bậc điện Kính Thiên                      | Thế kỷ XV                                          | Điện Kính Thiên Khu trung tâm Hoàng thành Thăng Long | Hà Nội                                                |              |
| 19        | Bình gốm hoa nâu Kinnari                          | Thế kỷ XI - XII                                    | Bảo tàng tỉnh Quảng Ninh                             | Hạ Long                                               |              |
| 20        | Bình gốm hoa sen                                  | Thế kỷ XI - XII                                    | Bảo tàng tỉnh Quảng Ninh                             | Hạ Long                                               |              |
| 21        | Thạp gốm hoa nâu                                  | Thế kỷ XI - XII                                    | Bảo tàng tỉnh Quảng Ninh                             | Hạ Long                                               |              |
| 22        | Hương án chùa Bút Tháp                            | Thế kỷ XVII                                        | Chùa Bút Tháp                                        | xã Đình Tổ, huyện Thuận Thành tỉnh Bắc Ninh           |              |
| 23        | Tòa Cửu phẩm liên hoa chùa Bút Tháp               | Thế kỷ XVII                                        | Chùa Bút Tháp                                        | xã Đình Tổ, huyện Thuận Thành tỉnh Bắc Ninh           |              |
| 24        | Cửa võng đình Thổ Hà                              | Thế kỷ XVII                                        | Đình Thổ Hà                                          | xã Vân Hà, Việt Yên tỉnh Bắc Giang                    |              |

### Đợt 10
Ngày 25 tháng 12 năm 2021, Phó Thủ tướng Vũ Đức Đam, thay mặt Thủ tướng Chính phủ, ký Quyết định số 2198/QĐ-TTg công nhận 23 bảo vật quốc gia trong Đợt 10.
| Số thứ tự | Tên gọi                                                                   | Niên đại Giai đoạn lịch sử Nền văn hóa                 | Chủ sở hữu Đơn vị quản lý                       | Địa phương                                | Ảnh hiện vật |
| --------- | ------------------------------------------------------------------------- | ------------------------------------------------------ | ----------------------------------------------- | ----------------------------------------- | ------------ |
| 1         | Trống đồng Gia Phú                                                        | Thế kỷ III - II trước Công nguyên Văn hóa Đông Sơn     | Bảo tàng tỉnh Lào Cai                           | Thị xã Lào Cai, tỉnh Lào Cai              |              |
| 2         | Thạp đồng văn hóa Đông Sơn                                                | Thế kỷ III - II trước Công nguyên Văn hóa Đông Sơn     | Bảo tàng tỉnh Quảng Ninh                        | Thành phố Hạ Long, tỉnh Quảng Ninh        |              |
| 3         | Mặt nạ vàng Giồng Lớn                                                     | Thế kỷ I trước Công nguyên - Thế kỷ II sau Công nguyên | Bảo tàng tỉnh Bà Rịa - Vũng Tàu                 | Thành phố Vũng Tàu                        |              |
| 4         | Bộ sưu tập qua đồng Long Giao                                             | Thế kỷ I - III                                         | Bảo tàng tỉnh Đồng Nai                          | Thành phố Biên Hòa                        |              |
| 5         | Phù điêu Phật Linh Sơn Bắc                                                | Thế kỷ III - IV                                        | Ban quản lý di tích Văn hóa Óc Eo               | Tỉnh An Giang                             |              |
| 6         | Nhẫn Nandin Giồng Cát                                                     | Thế kỷ V                                               | Ban quản lý di tích Văn hóa Óc Eo               | Tỉnh An Giang                             |              |
| 7         | Tượng thần Vishnu Bình Hòa                                                | Thế kỷ VI - VII                                        | Bảo tàng tỉnh Đồng Nai                          | Thành phố Biên Hòa, tỉnh Đồng Nai         |              |
| 8         | Sưu tập vàng lá chạm khắc hình voi Gò Thành                               | Thế kỷ VI - VIII                                       | Bảo tàng tỉnh An Giang                          | Thành phố Long Xuyên, tỉnh An Giang       |              |
| 9         | Đài thờ Mỹ Sơn A10                                                        | Thế kỷ IX - X                                          | Đền A10, khu đền tháp Mỹ Sơn                    | huyện Duy Xuyên, tỉnh Quảng Nam           |              |
| 10        | Lá đề chim phượng Hoàng thành Thăng Long                                  | Thế kỷ XI                                              | Trung tâm bảo tồn di sản Thăng Long             | Hà Nội                                    |              |
| 11        | Sưu tập gốm men trắng An Biên                                             | Thế kỷ XI - XII                                        | Sưu tập tư nhân An Biên của ông Trần Đình Thăng | Thành phố Hải Phòng                       |              |
| 12        | Phù điêu Thần Hộ pháp Mả Chùa                                             | Thế kỷ XII                                             | Bảo tàng tỉnh Bình Định                         | Thành phố Quy Nhơn, tỉnh Bình Định        |              |
| 13        | Thống gốm hoa nâu An Sinh                                                 | Thế kỷ XIII                                            | Bảo tàng tỉnh Quảng Ninh                        | Thành phố Hạ Long, tỉnh Quảng Ninh        |              |
| 14        | Thạp gốm hoa nâu thời Trần                                                | Thế kỷ XIII - XIV                                      | Bảo tàng tỉnh Quảng Ninh                        | Thành phố Hạ Long, tỉnh Quảng Ninh        |              |
| 15        | Bàn thờ Phật bằng đá chùa Xuân Lũng                                       | Thế kỷ XIV                                             | Chùa Xuân Lũng                                  | xã Xuân Lũng, huyện Lâm Thao tỉnh Phú Thọ |              |
| 16        | Hai bát sứ ngự dụng Hoàng thành Thăng Long                                | Thế kỷ XV                                              | Trung tâm bảo tồn di sản Thăng Long             | Hà Nội                                    |              |
| 17        | Bình gốm men vẽ nhiều màu                                                 | Thế kỷ XV                                              | Bảo tàng tỉnh Quảng Ninh                        | Thành phố Hạ Long, tỉnh Quảng Ninh        |              |
| 18        | Tháp đất nung đền An Xá                                                   | Thế kỷ XVI - XVII                                      | Đền An Xá                                       | Xã An Viên, huyện Tiên Lữ, tỉnh Hưng Yên  |              |
| 19        | Cây hương chùa Tứ Kỳ                                                      | Thế kỷ XVII                                            | Bảo tàng Lịch sử Quốc gia                       | Hà Nội                                    |              |
| 20        | Hương án chùa Keo (Thái Bình)                                             | Thế kỷ XVII                                            | Chùa Keo                                        | Xã Duy Nhất, huyện Vũ Thư, tỉnh Thái Bình |              |
| 21        | Ấn "Hoàng đế Tôn thân chi bảo" (皇帝尊親㞢寶)                             | Năm 1827                                               | Bảo tàng Lịch sử Quốc gia                       | Hà Nội                                    |              |
| 22        | Mộc bản sách "Hải Thượng y tông tâm lĩnh"                                 | Năm 1885                                               | Bảo tàng tỉnh Bắc Ninh                          | Thành phố Bắc Ninh tỉnh Bắc Ninh          |              |
| 23        | Bộ sưu tập bản phác thảo mẫu Quốc huy Việt Nam của họa sỹ Bùi Trang Chước | Năm 1953 - 1955                                        | Trung tâm Lưu trữ quốc gia III                  | Hà Nội                                    |              |

### Đợt 11
Ngày 30 tháng 1 năm 2023, Phó Thủ tướng Trần Hồng Hà, thay mặt Thủ tướng Chính phủ, ký Quyết định số 41/QĐ-TTg công nhận 27 bảo vật quốc gia trong Đợt 11.
| Số thứ tự | Tên gọi                                          | Niên đại Giai đoạn lịch sử Nền văn hóa                                           | Chủ sở hữu Đơn vị quản lý                                | Địa phương                                          | Ảnh hiện vật |
| --------- | ------------------------------------------------ | -------------------------------------------------------------------------------- | -------------------------------------------------------- | --------------------------------------------------- | ------------ |
| 1         | Sưu tập công cụ sơ kỳ đá cũ An Khê               | Cách ngày nay 800.000 năm                                                        | Bảo tàng tỉnh Gia Lai                                    | Thành phố Pleiku, tỉnh Gia Lai                      |              |
| 2         | Trống đồng Tiên Nội I                            | Khoảng thế kỷ IV - III trước Công nguyên Văn hóa Đông Sơn                        | Bảo tàng tỉnh Hà Nam                                     | Thành phố Phủ Lý, tỉnh Hà Nam                       |              |
| 3         | Trống đồng Kính Hoa II                           | Thế kỷ II - I trước Công nguyên                                                  | Sưu tập tư nhân của ông Nguyễn Văn Kính                  | Thành phố Hà Nội                                    |              |
| 4         | Thạp đồng Văn hoá Đông Sơn                       | Thế kỷ III - II trước Công nguyên Văn hóa Đông Sơn                               | Bảo tàng Hoàng gia Nam Hồng                              | Thành phố Từ Sơn, tỉnh Bắc Ninh                     |              |
| 5         | Thạp đồng Kính Hoa                               | Thế kỷ III - II trước Công nguyên                                                | Sưu tập tư nhân của ông Nguyễn Văn Kính                  | Thành phố Hà Nội                                    |              |
| 6         | Sưu tập đàn đá Bình Đa                           | Cách ngày nay 3000 năm                                                           | Bảo tàng tỉnh Đồng Nai                                   | Thành phố Biên Hòa, tỉnh Đồng Nai                   |              |
| 7         | Mukhalinga Ba Thê                                | Thế kỷ VI                                                                        | Bảo tàng tỉnh An Giang                                   | Thành phố Long Xuyên, tỉnh An Giang                 |              |
| 8         | Cặp tượng voi đá thành Đồ Bàn                    | Nửa sau thế kỷ XII                                                               | Khu di tích Thành Hoàng Đế                               | Xã Nhơn Hậu, thị xã An Nhơn, tỉnh Bình Định         |              |
| 9         | Hai chiếc đĩa gốm men ngọc                       | Thế kỷ XI - XII Thời Lý                                                          | Sưu tập tư nhân An Biên của ông Trần Đình Thăng          | Thành phố Hải Phòng                                 |              |
| 10        | Đĩa gốm men lam tím                              | Thế kỷ XV Thời Lê sơ                                                             | Sưu tập tư nhân An Biên của ông Trần Đình Thăng          | Thành phố Hải Phòng                                 |              |
| 11        | Đầu rồng thời Trần                               | Thế kỷ XIII Thời Trần                                                            | Trung tâm Bảo tồn Di sản Thăng Long                      | Thành phố Hà Nội                                    |              |
| 12        | Bia chùa Giàu Ngô gia thị bi                     | 1366 (Năm Bính Ngọ) Niên hiệu Đại Trị thứ 9 Thời Trần                            | Chùa Giàu                                                | Xã Đinh Xá, thành phố Phủ Lý, tỉnh Hà Nam           |              |
| 13        | Bia đá chùa Tĩnh Lự                              | 1648 (Ngày 28 tháng Tám năm Mậu Tý) Niên hiệu Phúc Thái thứ 6 Thời Lê Trung hưng | Chùa Tĩnh Lự                                             | Xã Lãng Ngâm, huyện Gia Bình, tỉnh Bắc Ninh         |              |
| 14        | Chuông chùa Rối                                  | Nửa cuối thế kỷ XIV                                                              | Bảo tàng tỉnh Hà Tĩnh                                    | Thành phố Hà Tĩnh, tỉnh Hà Tĩnh                     |              |
| 15        | Lư hương gốm hoa lam                             | Thế kỷ XV Thời Lê sơ                                                             | Sưu tập tư nhân An Biên của ông Trần Đình Thăng          | Thành phố Hải Phòng                                 |              |
| 16        | Tượng Quan Thế Âm chùa Cung Kiệm                 | 1449 (Năm Kỷ Tỵ) Niên hiệu Thái Hoà thứ 7 Thời Lê sơ                             | Chùa Cung Kiệm (Thượng Phúc tự)                          | Phường Nhân Hòa, thị xã Quế Võ, tỉnh Bắc Ninh       |              |
| 17        | Sưu tập bát, đĩa gốm hoa lam ngự dụng thời Lê sơ | Thế kỷ XV - đầu thế kỷ XVI Thời Lê sơ                                            | Trung tâm Bảo tồn Di sản Thăng Long                      | Thành phố Hà Nội                                    |              |
| 18        | Sưu tập vũ khí Trường Giảng Võ                   | Thế kỷ XV - XVIII                                                                | Bảo tàng Hà Nội                                          | Thành phố Hà Nội                                    |              |
| 19        | Bệ thờ đất nung đền An Xá                        | Khoảng thế kỷ XVI                                                                | Đền An Xá                                                | Xã An Viên, huyện Tiên Lữ, tỉnh Hưng Yên            |              |
| 20        | Hai đài đồng đốt trầm, nắp tượng nghê            | Thế kỷ XVI - XVII                                                                | Sưu tập tư nhân An Biên của ông Trần Đình Thăng          | Thành phố Hải Phòng                                 |              |
| 21        | Bộ thành bậc Điện Kính Thiên                     | Thế kỷ XVII                                                                      | Trung tâm Bảo tồn Di sản Thăng Long                      | Thành phố Hà Nội                                    |              |
| 22        | Bộ tượng Trúc Lâm Tam Tổ chùa Phổ Minh           | Thế kỷ XVII                                                                      | Chùa Phổ Minh                                            | Phường Lộc Vượng, thành phố Nam Định, tỉnh Nam Định |              |
| 23        | Súng thần công thời Lê Trung hưng                | Thế kỷ XVII Thời Lê Trung hưng                                                   | Trung tâm Bảo tồn Di sản Thăng Long                      | Thành phố Hà Nội                                    |              |
| 24        | Kim sách tấn phong Quốc mẫu Vương Thái phi       | 1796 (Niên hiệu Cảnh Hưng thứ 57) Thời Lê Trung hưng                             | Bảo tàng Lịch sử quốc gia                                | Thành phố Hà Nội                                    |              |
| 25        | Tượng An Dương Vương                             | 1897 (Ngày 16 tháng 5 năm Đinh Dậu) Thời Nguyễn                                  | Khu di tích Cổ Loa - Trung tâm Bảo tồn Di sản Thăng Long | Xã Cổ Loa, huyện Đông Anh, Thành phố Hà Nội         |              |
| 26        | Tượng Chân dung Chủ tịch Hồ Chí Minh             | 1946 Nhà điêu khắc Nguyễn Thị Kim                                                | Bảo tàng Lịch sử quốc gia                                | Thành phố Hà Nội                                    |              |
| 27        | Xe tăng T59 số hiệu 377                          | Xe tăng của Quân đội nhân dân Việt Nam trong Chiến dịch Bắc Tây Nguyên 1972      | Ủy ban nhân dân huyện Đăk Tô, tỉnh Kon Tum               | Huyện Đăk Tô, tỉnh Kon Tum                          |              |

### Đợt 12
Ngày 18 tháng 1 năm 2024, Phó Thủ tướng Trần Hồng Hà, thay mặt Thủ tướng Chính phủ, ký Quyết định số 73/QĐ-TTg công nhận 29 bảo vật quốc gia trong Đợt 12.
| Số thứ tự | Tên gọi                                                                           | Niên đại Giai đoạn lịch sử Nền văn hóa                                  | Chủ sở hữu Đơn vị quản lý                                         | Địa phương                                                       | Ảnh hiện vật |
| --------- | --------------------------------------------------------------------------------- | ----------------------------------------------------------------------- | ----------------------------------------------------------------- | ---------------------------------------------------------------- | ------------ |
| 1         | Sưu tập mũi khoan đá Thác Hai                                                     | Cách ngày nay khoảng 4.000 - 3.000 năm                                  | Bảo tàng tỉnh Đắk Lắk                                             | Thành phố Buôn Ma Thuột, tỉnh Đắk Lắk                            |              |
| 2         | Thạp đồng Kính Hoa II                                                             | Khoảng Thế kỷ III - II trước Công nguyên                                | Sưu tập tư nhân của ông Nguyễn Văn Kính                           | Thành phố Hà Nội                                                 |              |
| 3         | Sưu tập đàn đá Khánh Sơn                                                          | Cách ngày nay khoảng 2.500 - 3.000 năm                                  | Bảo tàng tỉnh Khánh Hoà                                           | Thành phố Nha Trang, tỉnh Khánh Hoà                              |              |
| 4         | Bình đồng Đông Sơn (An Biên)                                                      | Thế kỷ II - I trước sau Công nguyên Văn hóa Đông Sơn                    | Sưu tập tư nhân An Biên của ông Trần Đình Thăng                   | Thành phố Hải Phòng                                              |              |
| 5         | Trống đồng Sao Vàng                                                               | Cách ngày nay khoảng 2.000 năm Văn hóa Đông Sơn                         | Bảo tàng Lịch sử quốc gia                                         | Thành phố Hà Nội                                                 |              |
| 6         | Sưu tập vàng lá Châu Thành, Trà Vinh                                              | Thế kỷ VII - IX Văn hóa Óc Eo giai đoạn muộn                            | Bảo tàng Tổng hợp tỉnh Trà Vinh                                   | Tỉnh Trà Vinh                                                    |              |
| 7         | Phù điêu Đản sinh Brahma Mỹ Sơn E1                                                | Thế kỷ VII - VIII                                                       | Bảo tàng Điêu khắc Chăm Đà Nẵng                                   | Thành phố Đà Nẵng                                                |              |
| 8         | Tượng Shiva Mỹ Sơn C1                                                             | Thế kỷ VIII                                                             | Bảo tàng Điêu khắc Chăm Đà Nẵng                                   | Thành phố Đà Nẵng                                                |              |
| 9         | Linga vàng Po Dam                                                                 | Thế kỷ VIII - IX                                                        | Bảo tàng tỉnh Bình Thuận                                          | Tỉnh Bình Thuận                                                  |              |
| 10        | Bia Phước Thiện                                                                   | Cuối thế kỷ VIII đầu thế kỷ IX                                          | Bảo tàng tỉnh Ninh Thuận                                          | Tỉnh Ninh Thuận                                                  |              |
| 11        | Phù điêu Nữ thần Uma                                                              | Khoảng thế kỷ IX - X                                                    | Bảo tàng tỉnh Bạc Liêu                                            | Tỉnh Bạc Liêu                                                    |              |
| 12        | Phù điêu Apsara Trà Kiệu                                                          | Thế kỷ X                                                                | Bảo tàng Điêu khắc Chăm Đà Nẵng                                   | Thành phố Đà Nẵng                                                |              |
| 13        | Sưu tập cột kinh Phật thời Đinh                                                   | Thế kỷ X                                                                | Bảo tàng tỉnh Ninh Bình                                           | Tỉnh Ninh Bình                                                   |              |
| 14        | Lá đề trang trí chim phượng đất nung thời Lý, Hoàng thành Thăng Long              | Thế kỷ XI                                                               | Trung tâm Bảo tồn Di sản Thăng Long - Hà Nội                      | Thành phố Hà Nội                                                 |              |
| 15        | Hai tượng sư tử đá thành Đồ Bàn                                                   | Cuối thế kỷ XI - đầu thế kỷ XII                                         | Bảo tàng tỉnh Bình Định                                           | Tỉnh Bình Định                                                   |              |
| 16        | Bình gốm hoa nâu                                                                  | Thế kỷ XI - XII                                                         | Sưu tập tư nhân An Biên của ông Trần Đình Thăng                   | Thành phố Hải Phòng                                              |              |
| 17        | Chum gốm hoa nâu Hiệp An                                                          | Thế kỷ XIII - XIV Thời Trần                                             | Bảo tàng tỉnh Hải Dương                                           | Tỉnh Hải Dương                                                   |              |
| 18        | Đao cẩn tam khí, Hoàng thành Thăng Long                                           | Thế kỷ XIV Thời Trần                                                    | Trung tâm Bảo tồn Di sản Thăng Long - Hà Nội                      | Thành phố Hà Nội                                                 |              |
| 19        | Bia "Đại bi Diên Minh tự bi"                                                      | 1327 (năm Đinh Mão, niên hiệu Khai Thái thứ 4) Thời Trần                | Ủy ban nhân dân xã Lạc Đạo, huyện Văn Lâm, tỉnh Hưng Yên          | Xã Lạc Đạo, huyện Văn Lâm, tỉnh Hưng Yên                         |              |
| 20        | Mô hình đất nung kiến trúc thời Lê sơ, Hoàng thành Thăng Long                     | Thế kỷ XV                                                               | Trung tâm Bảo tồn Di sản Thăng Long - Hà Nội                      | Thành phố Hà Nội                                                 |              |
| 21        | Thẻ bài cung nữ ra vào nội cung thời Lê sơ, Hoàng thành Thăng Long                | 1466 (Tháng 4, năm Quang Thuận thứ 7, đời vua Lê Thánh Tông) Thời Lê sơ | Trung tâm Bảo tồn Di sản Thăng Long                               | Thành phố Hà Nội                                                 |              |
| 22        | Lư hương gốm men lam xám                                                          | Khoảng niên hiệu Hưng Trị (1588 - 1591), đời vua Mạc Mậu Hợp            | Sưu tập tư nhân An Biên của ông Trần Đình Thăng                   | Thành phố Hải Phòng                                              |              |
| 23        | Tượng thờ Vua Pô Klong Garai                                                      | Thế kỷ XVI - XVII                                                       | Tháp Pô Klong Garai                                               | Phường Đô Vinh, thành phố Phan Rang - Tháp Chàm, tỉnh Ninh Thuận |              |
| 24        | Bộ tượng Tam Thế Phật chùa Côn Sơn                                                | Thời Lê Trung hưng                                                      | Chùa Côn Sơn                                                      | Phường Cộng Hòa, thành phố Chí Linh, tỉnh Hải Dương              |              |
| 25        | Mộc bản chùa Trăm Gian                                                            | Thế kỷ XVII - XX                                                        | Chùa Trăm Gian                                                    | Xã An Bình, huyện Nam Sách, tỉnh Hải Dương                       |              |
| 26        | Cặp rồng đá thành bậc đền Thượng (Cổ Loa)                                         | 1732 (năm Nhâm Tý, niên hiệu Long Đức nguyên niên) Thời Lê Trung hưng   | Khu di tích Cổ Loa - Trung tâm Bảo tồn Di sản Thăng Long - Hà Nội | Thành phố Hà Nội                                                 |              |
| 27        | Mộc bản chùa Dâu                                                                  | Từ năm 1752 - 1859                                                      | Chùa Dâu                                                          | Phường Thanh Khương, thị xã Thuận Thành, tỉnh Bắc Ninh           |              |
| 28        | Bảo kiếm an dân                                                                   | Niên hiệu Khải Định (1916-1925) Thời Nguyễn                             | Bảo tàng Lịch sử quốc gia                                         | Thành phố Hà Nội                                                 |              |
| 29        | Khuôn in tín phiếu mệnh giá một đồng và khuôn in tín phiếu mệnh giá năm mươi đồng | Từ năm 1947                                                             | Bảo tàng Tổng hợp tỉnh Quảng Ngãi                                 | Tỉnh Quảng Ngãi                                                  |              |

### Đợt 13
Ngày 31 tháng 12 năm 2024, Phó Thủ tướng Lê Thành Long, thay mặt Thủ tướng Chính phủ, ký Quyết định số 1712/QĐ-TTg công nhận 33 bảo vật quốc gia trong Đợt 13.
| Số thứ tự | Tên gọi                                                           | Niên đại Giai đoạn lịch sử Nền văn hóa                                                                   | Chủ sở hữu Đơn vị quản lý                                          | Địa phương                                 | Ảnh hiện vật |
| --------- | ----------------------------------------------------------------- | --- | ------------------------------------------------------------------ | ------------------------------------------ | ------------ |
| 1         | Đàn đá Đắk Sơn                                                    | Khoảng 3.500 - 3.000 năm cách ngày nay                                                                   | Bảo tàng tỉnh Đắk Nông                                             | Tỉnh Đắk Nông                              |              |
| 2         | Chõ gốm                                                           | Khoảng 2.500 - 2.000 năm cách ngày nay Văn hóa Đông Sơn                                                  | Sưu tập tư nhân Phạm Gia Chi Bảo                                   | Thành phố Hồ Chí Minh                      |              |
| 3         | Trống đồng Vũ Bản                                                 | Thế kỷ III - II TCN Văn hóa Đông Sơn                                                                     | Bảo tàng tỉnh Hà Nam                                               | Thành phố Phủ Lý, tỉnh Hà Nam              |              |
| 4         | Trống đồng Đông Sơn (Sưu tập Kính Hoa)                            | Thế kỷ III - II trước Công nguyên Văn hóa Đông Sơn                                                       | Sưu tập tư nhân Nguyễn Văn Kính                                    | Thành phố Hà Nội                           |              |
| 5         | Trống đồng Đông Sơn (Sưu tập Hoàng Long)                          | Thế kỷ III - II trước Công nguyên Văn hóa Đông Sơn                                                       | Sưu tập tư nhân Lương Hoàng Long                                   | Thành phố Hội An, tỉnh Quảng Nam           |              |
| 6         | Thạp đồng Đông Sơn (Sưu tập Hoàng Long)                           | Thế kỷ III -I trước Công nguyên Văn hóa Đông Sơn                                                         | Sưu tập tư nhân Lương Hoàng Long                                   | Thành phố Hội An, tỉnh Quảng Nam           |              |
| 7         | Bộ sưu tập trang sức vàng Lai Nghi                                | Thế kỷ III trước Công nguyên - giữa thế kỷ I                                                             | Bảo tàng Quảng Nam                                                 | Thành phố Hội An, tỉnh Quảng Nam           |              |
| 8         | Hạt mã não hình thú Lai Nghi                                      | Thế kỷ III trước Công nguyên - giữa thế kỷ I                                                             | Bảo tàng Quảng Nam                                                 | Thành phố Hội An, tỉnh Quảng Nam           |              |
| 9         | Tượng đồng tê tê Long Giao                                        | Thế kỷ I - II                                                                                            | Bảo tàng tỉnh Đồng Nai                                             | Tỉnh Đồng Nai                              |              |
| 10        | Đầu tượng Phật Linh Sơn Bắc                                       | Thế kỷ I - III                                                                                           | Ban quản lý Di tích Văn hóa Óc Eo                                  | Tỉnh An Giang                              |              |
| 11        | Mộ vò Gò Cây Trâm                                                 | Thế kỷ IV - V                                                                                            | Ban quản lý Di tích Văn hóa Óc Eo                                  | Tỉnh An Giang                              |              |
| 12        | Tượng Avalokitesvara Bắc Bình                                     | Thế kỷ VIII - IX                                                                                         | Bảo tàng tỉnh Bình Thuận                                           | Tỉnh Bình Thuận                            |              |
| 13        | Phù điêu Shiva múa Phong Lệ                                       | Thế kỷ X                                                                                                 | Bảo tàng Điêu khắc Chăm                                            | Thành phố Đà Nẵng                          |              |
| 14        | Phù điêu Uma Chánh Lộ                                             | Thế kỷ XI                                                                                                | Bảo tàng Điêu khắc Chăm                                            | Thành phố Đà Nẵng                          |              |
| 15        | Sưu tập Đầu phượng thời Lý, Hoàng thành Thăng Long                | Thế kỷ XI - XII                                                                                          | Trung tâm Bảo tồn Di sản Thăng Long                                | Thành phố Hà Nội                           |              |
| 16        | Sáu (06) Tượng Kim Cương chùa Đọi Sơn                             | 1118 - 1121 Thời Lý                                                                                      | Chùa Đọi Sơn                                                       | Xã Tiên Sơn, thị xã Duy Tiên, tỉnh Hà Nam  |              |
| 17        | Bia chùa Linh Xứng                                                | Ngày 3 tháng 3 năm Bính Ngọ, niên hiệu Thiên Phù Duệ Vũ thứ 7 (đời vua Lý Nhân Tông, 1126) Thời Lý       | Bảo tàng Lịch sử quốc gia                                          | Thành phố Hà Nội                           |              |
| 18        | Mộc bài Đa Bối                                                    | Ngày 25 tháng 11 năm Kỷ Tỵ, niên hiệu Thiệu Long thứ 12 (1269) Thời Trần                                 | Bảo tàng Lịch sử quốc gia                                          | Thành phố Hà Nội                           |              |
| 19        | Tượng rồng Tháp Mẫm                                               | Thế kỷ XII - XIII                                                                                        | Bảo tàng Điêu khắc Chăm                                            | Thành phố Đà Nẵng                          |              |
| 20        | Phù điêu Kala Núi Bà                                              | Thế kỷ XIV                                                                                               | Bảo tàng tỉnh Phú Yên                                              | Tỉnh Phú Yên                               |              |
| 21        | Bình Ngự dụng thời Lê sơ, Hoàng thành Thăng Long                  | Thế kỷ XV Thời Lê sơ                                                                                     | Trung tâm Bảo tồn Di sản Thăng Long                                | Thành phố Hà Nội                           |              |
| 22        | Đôi rồng đá thành bậc đình Trích Sài                              | Thế kỷ XV                                                                                                | Đình Trích Sài                                                     | Phường Bưởi, quận Tây Hồ, Thành phố Hà Nội |              |
| 23        | Sưu tập gốm sứ cung Trường Lạc thời Lê sơ, Hoàng thành Thăng Long | Thế kỷ XV - XVI Thời Lê sơ                                                                               | Trung tâm Bảo tồn di sản Thăng Long                                | Thành phố Hà Nội                           |              |
| 24        | Khánh đá chùa Điều                                                | Ngày tốt tháng 8 năm Nhâm Thân, niên hiệu Chính Hòa thứ 13 (đời vua Lê Hy Tông, 1692) Thời Lê Trung hưng | Chùa Điều                                                          | Xã Vũ Bản, huyện Bình Lục, tỉnh Hà Nam     |              |
| 25        | Đôi tượng nghê đồng                                               | Thế kỷ XVII                                                                                              | Bảo tàng Hà Nội                                                    | Thành phố Hà Nội                           |              |
| 26        | Chuông Ngọ Môn thời Minh Mạng                                     | Ngày mồng 6 tháng 4, năm Minh Mạng thứ 3 (1822) Thời Nguyễn                                              | Bảo tàng cổ vật Cung đình Huế, Trung tâm Bảo tồn di tích cố đô Huế | Thành phố Huế                              |              |
| 27        | Ấn vàng "Hoàng đế chi bảo"                                        | Tháng 3, năm Minh Mạng thứ 4 (1823) Thời Nguyễn                                                          | Bảo tàng Hoàng gia Nam Hồng                                        | Tỉnh Bắc Ninh                              |              |
| 28        | Phù điêu thời Minh Mạng                                           | Năm 1829 Thời Nguyễn                                                                                     | Bảo tàng Cổ vật Cung đình Huế, Trung tâm Bảo tồn di tích cố đô Huế | Thành phố Huế                              |              |
| 29        | Cặp tượng rồng thời Thiệu Trị                                     | Năm 1842 Thời Nguyễn                                                                                     | Bảo tàng Cổ vật Cung đình Huế, Trung tâm Bảo tồn di tích cố đô Huế | Thành phố Huế                              |              |
| 30        | Bộ tượng Tam tổ Trúc Lâm                                          | Thế kỷ XIX                                                                                               | Chùa Vĩnh Nghiêm                                                   | Xã Trí Yên, huyện Yên Dũng, tỉnh Bắc Giang |              |
| 31        | Ngai Hoàng đế Duy Tân                                             | Đầu thế kỷ XX Thời Nguyễn                                                                                | Bảo tàng Cổ vật Cung đình Huế, Trung tâm Bảo tồn di tích cố đô Huế | Thành phố Huế                              |              |
| 32        | Bộ kim phẩm đền Nghè                                              | Đầu thế kỷ XX                                                                                            | Bảo tàng Hải Phòng                                                 | Thành phố Hải Phòng                        |              |
| 33        | Ba chiếc xe ô tô được sử dụng phục vụ Chủ tịch Hồ Chí Minh        | Từ năm 1954 đến 1969                                                                                     | Khu Di tích Chủ tịch Hồ Chí Minh tại Phủ Chủ tịch                  | Thành phố Hà Nội                           |              |

## Thực trạng bảo quản Bảo vật quốc gia
Hiện nay, Bảo tàng Lịch sử Quốc gia và Bảo tàng Mỹ thuật Việt Nam có phòng chuyên môn độc lập, chuyên trách về bảo quản hiện vật, là hai đơn vị đứng đầu ngành bảo tàng Việt Nam về công tác bảo quản hiện vật. Tuy nhiên việc bảo quản Bảo vật quốc gia vẫn là một thách thức ngay cả với những bảo tàng này. Các vấn đề chính có thể kể đến là: kinh phí bảo quản và hệ thống trang thiết bị chưa đạt chuẩn.
Bảo vật quốc gia sau khi được công nhận phải đi liền với chế độ "bảo quản đặc biệt". Song trên thực tế, nhiều địa phương không có điều kiện tài chính và cơ sở vật chất cho việc bảo quản, gìn giữ những hiện vật vô giá này, cũng không nhận được thêm kinh phí "bảo quản đặc biệt" từ Nhà nước. Vì thế, hầu như chưa có phương án bảo quản đặc biệt với từng bảo vật quốc gia như quy định của Luật Di sản văn hóa. Trong khi đó, sau khi có hiện vật được công nhận Bảo vật quốc gia, địa phương, đơn vị đang quản lý bảo vật phải chịu thêm nhiều áp lực về việc bảo quản, bảo tồn, bảo vệ... trong khi không có kinh phí, không có nhân lực. Rất nhiều bảo vật quốc gia từ các thành phố lớn cho đến các di tích tại làng xã đều không được bảo quản và bảo vệ đúng mức, càng không có chú thích hay hướng dẫn tại nơi trưng bày. Nhiều bảo vật quốc gia được cất kĩ và khóa chặt không cho khách tham quan vì không có diện tích trưng bày và lo sợ mất cắp.
Nhiều vụ việc xâm hại đến bảo vật quốc gia được thông tin trên báo chí, trong đó chủ yếu do trộm cắp và cả do sự thiếu hiểu biết của chính những người quản lý hiện vật như: Đầu tượng Phật chùa Ngô Xá bị mất cắp rồi sau tìm lại được, tượng Phật Quan Âm chùa Mễ Sở mất trộm hai lần rồi lại tìm thấy, bia Sùng Thiện Diên Linh chùa Long Đọi Sơn bị vệ sinh bằng cách dùng giấy ráp, bàn chải sắt đã làm sứt hết chữ, tranh Vườn xuân Trung Nam Bắc bị vệ sinh bằng bột chu làm bong tróc sơn.
Năm 2019, Ủy ban nhân dân tỉnh Bắc Ninh đã ban hành quyết định công nhận 11 điểm du lịch trên địa bàn tỉnh, trong đó, có các di tích đang lưu giữ các bảo vật quốc gia. Việc công nhận các điểm du lịch này nhằm tạo điều kiện để các doanh nghiệp lữ hành chủ động trong việc lên kế hoạch xây dựng, thiết kế sản phẩm du lịch. Từ năm 2018, Tổng cục và các bảo tàng thuộc Bộ Văn hóa, Thể thao và Du lịch đã triển khai thử nghiệm các tour du lịch như gắn liền với các di sản và bảo vật quốc gia. Đây là những hành động cụ thể đầu tiên trong việc phát huy giá trị bảo vật quốc gia đến công chúng và khách du lịch. Tuy nhiên còn rất nhiều vấn đề liên quan đến bảo vật quốc gia vể cả pháp luật và quản lý văn hóa cần phải xử lý.